# Piano silencioso
El piano silencioso es un piano acústico, que tiene una opción para silenciar las cuerdas por medio de la interposición de una barra ante los macillos. Están diseñados para la práctica privada en silencio.
En el modo silencioso, el movimiento de las teclas es captado por unos sensores. En los modelos mecánicos más antiguos se utilizaron sensores que afectaban a la interpretación y producían un sonido con chasquidos, mientras que los nuevos modelos usan sensores ópticos que no afectan al sonido del piano. El movimiento de las teclas es convertido en una señal MIDI y puede ser unido a un módulo de sonido, permitiendo que el piano sea utilizado como un instrumento digital a través de unos auriculares. Estos pianos también tienen plena capacidad MIDI y puede estar acoplados a un ordenador para su uso con software de notación musical.